# Geflecktes Dornauge
Das Gefleckte Dornauge (Pangio kuhlii) ist ein kleiner, langgestreckter, nachtaktiver Süßwasserfisch aus der Familie der Schmerlen, der zur Gattung der Dornaugen gehört. Es ist in Südostasien, im Süden der Malaiischen Halbinsel, auf Sumatra, Kalimantan und Java beheimatet. Außerdem soll es eine Population in Vietnam geben. Die Tiere sind beliebte Süßwasserzierfische. Die Art wurde nach dem deutschen Zoologen Heinrich Kuhl (1797–1821) benannt.

## Merkmale
Das Gefleckte Dornauge wird bis acht Zentimeter lang. Sein schuppenloser Körper ist gelblich bis lachsfarben und wird von 15 bis 20 dunkelbraunen bis schwarzen Querbändern gemustert. Die ersten drei liegen auf dem Kopf. Die Querbänder können in der Mitte durch einen hellen Strich geteilt sein, die Zwischenräume sind schmaler als die Querbänder. Die Unterseite der Tiere ist hell. Dornaugen haben drei Paar Barteln. Die Afterflosse beginnt hinter dem Ende der Rückenflosse.
- Flossenformel: Dorsale 2/6–8, Anale 1–2/5–7, Ventrale 1/5, Pectorale 1/9–10

Die Unterscheidung zwischen den Geschlechtern ist nur selten an der etwas rundlicheren Körperform der Weibchen möglich. Zudem sind Männchen in der Farbgebung intensiver als Weibchen. Der blaugrüne Laich wird in das freie Wasser abgegeben und haftet am Substrat.

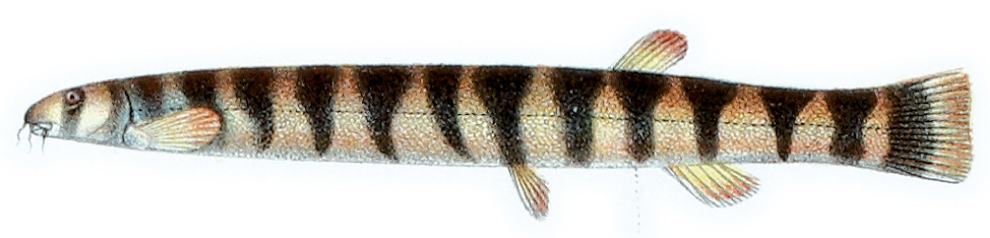
Geflecktes Dornauge, Zeichnung

## Unterarten
- Pangio kuhlii kuhlii
- Pangio kuhlii myersi
- Sumatra Dornauge (Pangio kuhlii sumatranus)